# Summer (film)
Summer är en amerikansk animerad kortfilm från 1930. Filmen ingår i Silly Symphonies-serien.

## Handling
Filmens handling skildrar sommaren och handlar om ett gäng insekter som mestadels dansar medan de gör diverse aktiviteter. Insekterna som förekommer i filmen är bland annat trollsländor, fjärilar och bin.

## Om filmen
Filmens handling följer samma tema som Disneys tidigare film I vårens tid från 1929 som skildrar våren och som också ingår i Silly Symphonies-serien.